# Język prasemicki
Język prasemicki – rekonstruowany wspólny prajęzyk Semitów, z którego wywodzą się wszystkie współczesne i historyczne języki semickie. Język prasemicki rozwinął się, obok staroegipskiego oraz praberberyjskiego i praczadyjskiego ze wspólnego przodka rodziny afroazjatyckiej – języka praafroazjatyckiego.

## Chronologia
Najstarszym poświadczonym w piśmiennictwie językiem z rodziny semickiej jest język akadyjski, którego najwcześniejsze zabytki pochodzą z drugiej połowy III tysiąclecia p.n.e. Język ten był już wtedy wyraźnie wykształcony i różnił się od rekonstruowanego języka prasemickiego. Zakłada się, że rozpad wspólnego języka Semitów nastąpił kilka stuleci wcześniej, a więc na przełomie IV i III tysiąclecia p.n.e.
Pewnych informacji na temat chronologii języka prasemickiego dostarcza też analiza historii ludów posługujących się językiem najbliżej spokrewnionym z rodziną semicką, tj. językiem staroegipskim. Najstarsze zabytki tego języka pochodzą z okresu wczesnodynastycznego – końca IV tysiąclecia p.n.e., szczątkowo także z czasów kultury Nagada II kilka stuleci wcześniej. Ponieważ kultura Nagada, bezpośrednio poprzedzająca zjednoczony Egipt faraonów, zachowywała względną ciągłość i rozciągała się na całym obszarze zamieszkanym w czasach historycznych przez Egipcjan, zwykle łączy się ją z językiem egipskim. Każe to przypuszczać, że oddzielił się on się od języka Semitów w V tysiącleciu p.n.e. Tak więc czas istnienia i niezależnego rozwoju jednolitego języka prasemickiego datuje się na V i IV tysiąclecie p.n.e.
Trzeba jednak jasno powiedzieć, że próby datowania tak odległych zjawisk językowych obarczone są sporym błędem. Najlepszym dowodem tego jest fakt istnienia kilku sprzecznych ze sobą teorii na ten temat. Przykładowo Joseph Greenberg datuje wyodrębnienie się języka staroegipskiego na okres jeszcze przed VII tysiącleciem p.n.e., a językowi prasemickiemu każe oddzielać się raczej od dialektów pralibijsko-berberskich (od języka praberberyjskiego).

## Praojczyzna i kontakty językowe

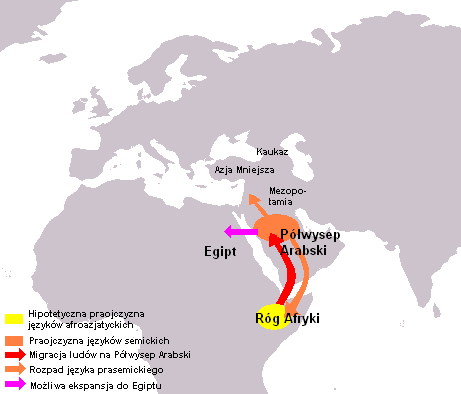
Jedna z hipotez na temat praojczyzny języków semickich

Znalezienie odpowiedzi na pytanie o pierwotną siedzibę ludów posługujących się językiem prasemickim możliwe jest częściowo dzięki analizie starych zapożyczeń językowych. Niektóre rdzenie wyrazowe w rekonstruowanym praleksykonie tego języka wykazują zbieżność z analogicznymi formami w języku sumeryjskim, a także praindoeuropejskim. Zasadne jest więc założenie, że pierwotna siedziba użytkowników języka prasemickiego znajdowała się na obszarach przyległych do siedzib Sumerów i Indoeuropejczyków. W IV tysiącleciu p.n.e. cywilizacja Sumeru kwitła na terenach Mezopotamii w dolinie Eufratu i Tygrysu (cywilizacja Okresu Uruk). Nie znamy dokładnej siedziby ludów indoeuropejskich w tym czasie, istnieją jednak hipotezy łączące te ludy z kulturą grobów kurhanowych z terenów na północ od Morza Czarnego (zob. teoria kurhanowa), a także z jej późną odmianą kulturą grobów jamowych, sięgającą na Kaukaz i północno-wschodnią Azję Mniejszą. Colin Renfrew wysunął też hipotezę na temat pierwotnej siedziby Indoeuropejczyków właśnie na terenach Azji Mniejszej (zob. hipoteza anatolijska). Ponieważ zdaniem niektórych badaczy zakres wspólnego słownictwa języka prasemickiego i języków praindoeuropejskiego i sumeryjskiego zdaje się sugerować kontakty handlowe i gospodarcze wspólnoty prasemickiej z Sumerem i wczesnymi ludami indoeuropejskimi, istnieją hipotezy lokalizujące praojczyznę Semitów na obszarze Półwyspu Arabskiego lub bardziej na północ – na terenach Syrii i Palestyny.
Współgra to z niektórymi hipotezami dotyczącymi kierunków rozprzestrzeniania się języków afroazjatyckich, do których należą języki semickie. Za praojczyznę tych pierwszych uznaje się często tereny Rogu Afryki. Zgodnie z tą hipotezą pierwotny język praafroazjatycki rozpadł się w wyniku wędrówek posługujących się nim ludów na Półwysep Arabski oraz na zachód ku zachodnim wybrzeżom Afryki. Język egipski uważany jest przez niektórych za powstały w wyniku nałożenia się późnych (egipsko-semickich) dialektów języka praafroazjatyckiego na nilo-saharyjski substrat językowy, nie można więc wykluczyć migracji ludów z Półwyspu Arabskiego w kierunku Egiptu na początku V tysiąclecia p.n.e., w wyniku czego język prasemicki oddzielił się od staroegipskiego. Inne hipotezy umiejscawiają wprawdzie praojczyznę języka praafroazjatyckiego na obszarach Bliskiego Wschodu, w tym Półwyspu Arabskiego, są one jednak mniej popularne.
W świetle wspomnianych wyżej wyników badań lingwistycznych Josepha Greenberga, wczesne dialekty egipsko-libijsko-berberskie oddzieliłyby się od języka praafroazjatyckiego jako pierwsze w wyniku wędrówki ludów z Rogu Afryki do Egiptu i dalej na zachód. Język prasemicki miałby wówczas powstać w wyniku ekspansji wczesnych Semitów na północ, właśnie na Półwysep Arabski i tereny Bliskiego Wschodu.

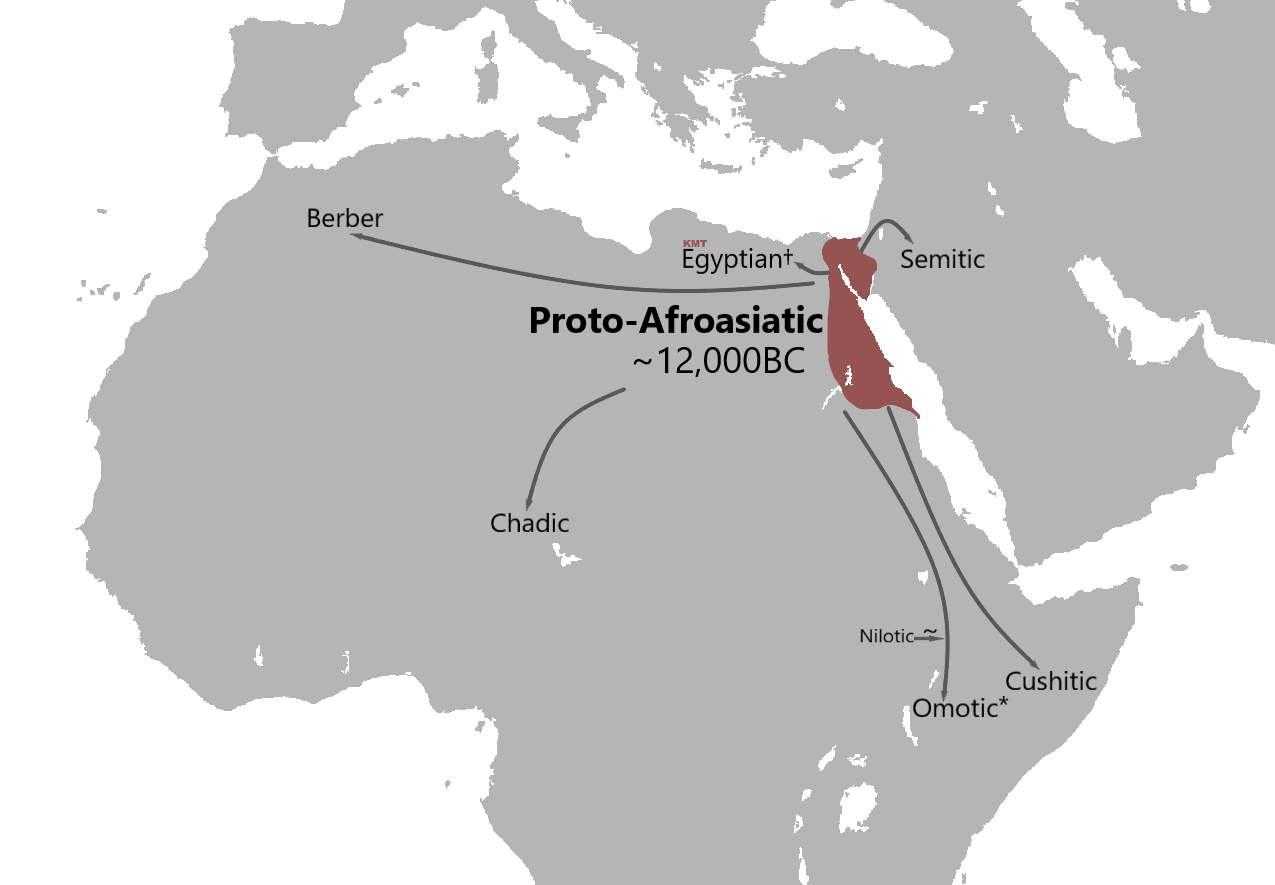
Inna hipoteza podziału języków afroazjatyckich i wyodrębnienia prasemickich

Istnieją też – współcześnie bardzo popularne – teorie umiejscawiające praojczyznę języków afroazjatyckich na Saharze na północ od jeziora Czad lub między wyżyną Tibesti a Darfurem. Hipotezy te zwykle uznają wyodrębnienie się języka staroegipskiego za niezależne od rozwoju języków semickich. W świetle tych hipotez ludy mówiące wczesnymi językami afroazjatyckimi (tj. późnymi dialektami języka praafroazjatyckiego) rozprzestrzeniłyby się z tak zlokalizowanej praojczyzny zarówno do Egiptu, jak i na tereny Rogu Afryki oraz dalej na Półwysep Arabski, gdzie rozwinąłby się język prasemicki. Tak więc w świetle większości hipotez praojczyzna Semitów na Bliskim Wschodzie wydaje się prawdopodobna.
Trzeba w tym miejscu zwrócić również uwagę, że języki semickie występują, tak obecnie, jak i w czasach historycznych, również na obszarze Rogu Afryki (języki etiopskie, w tym język amharski). Uważa się, że dotarły one na te tereny w wyniku (wtórnej) migracji z Półwyspu Arabskiego. Rozpad języka prasemickiego i wyodrębnienie się poszczególnych starożytnych języków semickich pod koniec IV tysiąclecia p.n.e. nastąpiłby wtedy właśnie w wyniku rozprzestrzenienia się wczesnych Semitów na obszarze od Rogu Afryki na południu po Izrael i Fenicję na północy.

## Morfologia
Język prasemicki posiadał typową dla języków afroazjatyckich budowę rdzeniowo-spółgłoskową, w której nośnikiem znaczenia wyrazu jest określone zestawienie spółgłosek. Uściślenie znaczenia i formy gramatycznej wyrazu następowało poprzez wstawienie określonych samogłosek (zob. alternacja). Ponieważ w starożytnych językach semickich samogłoski nie były zapisywane (podobnie jak nie zapisuje się ich i dziś m.in. w języku arabskim i hebrajskim), nie znamy dokładnej wymowy wyrazów w tych językach. Do celów akademickich w starożytne wyrazy w językach semickich wstawia się samogłoski według umownego wzoru, tak aby można je było wymówić; jest to jednak współczesna konwencja, nie nadaje się więc do analizy z punktu widzenia językoznawstwa historycznego. Nie można też zrekonstruować brzmienia wyrazów w tych językach na podstawie analizy porównawczej istniejących obecnie języków semickich, ponieważ poszczególne języki semickie wykształciły własne systemy uściślania znaczenia i formy gramatycznej wyrazu za pomocą określonych samogłosek. Przykładowo utworzenie przymiotnika mądry od prasemickiego rdzenia *ḥkm (=być mądrym) wymaga w języku arabskim zastosowania wzoru XaXīX, a więc ḥakīm (حكيم), natomiast w języku hebrajskim wzoru XaXaX, a więc ḥakam (חָכָם). Z tego też względu udało się zrekonstruować w języku prasemickim najczęściej jedynie same rdzenie wyrazów – owo zestawienie spółgłosek, będące nośnikiem znaczenia wyrazu. Aczkolwiek udało się zrekonstruować pełny system fonemów języka prasemickiego, trudno wyrokować o konkretnej funkcji poszczególnych samogłosek w uściślaniu znaczenia wyrazu. Nieliczne rekonstrukcje form poszczególnych wyrazów, w odróżnieniu od rekonstrukcji rdzeni, są więc bardzo dyskusyjne.

## Fonetyka i fonologia
W rekonstrukcji języka prasemickiego zaproponowano istnienie trzech krótkich samogłosek a, i, u oraz odpowiadających im samogłosek długich ā, ī, ū – system ten zachował się bez większych zmian w języku arabskim klasycznym (we współczesnych dialektach języka arabskiego występują już dyftongi o zmienionej wymowie, na przykład istnieje tendencja do wymowy dyftongu aj jako ej, stąd Bayrūt /بيروت/ często wymawia się Beyrūt = Bejrut).
Zaproponowano też 29 spółgłosek:
| Spółgłoski                    | Dźwięczne | Bezdźw. | Emfatyczne | Nosowe | Półotwarte / Drżące / Uderzeniowe |
| ----------------------------- | --------- | ------- | ---------- | ------ | --------------------------------- |
| Wargowe zwarte                | b [b]     | p [p]   |            | m [m]  | w [w~ʋ]                           |
| Zębowe szczelinowe            | ḏ [ð]     | ṯ [θ]   | ṱ [θˁ]     | n [n]  | r [r]                             |
| Zębowe zwarte                 | d [d]     | t [t]   | ṭ [tˁ]     | n [n]  | r [r]                             |
| Sybilanty                     |           | š [ʃ]   |            | n [n]  | r [r]                             |
| Dziąsłowe zwarto-szczelinowe  | z [ʣ]     | s [ʦ]   | ṣ [ʦˁ]     | n [n]  | r [r]                             |
| Boczne                        | l [l]     | ś [ɬ]   | ṣ́ [ɬˁ]     | n [n]  | r [r]                             |
| Miękkopodniebienne półotwarte |           |         |            |        | j [j]                             |
| Tylnojęzykowe zwarte          | g [ɡ]     | k [k]   | q / ḳ [kˁ] |        |                                   |
| Języczkowe szczelinowe        | ġ [ʁ]     | ẖ [χ]   |            |        |                                   |
| Gardłowe szczelinowe          | ʻ [ʕ]     | ḥ [ḥ]   |            |        |                                   |
| Zwarcie krtaniowe             |           | ʼ [ʔ]   |            |        |                                   |
| Szczelinowe krtaniowe         |           | h [h]   |            |        |                                   |

Trzeba jednak pamiętać, że powyższą rekonstrukcję oparto głównie na systemie fonologicznym języka arabskiego i część specjalistów wysuwa co do niej zastrzeżenia. Dyskusyjne jest na przykład występowanie w języku prasemickim spółgłosek zębowych szczelinowych. Nie jest jasne, czy spółgłoski emfatyczne były faryngalizowane czy ejektywne. Możliwe również, że /š/ było wymawiane jak /s/.

### Zmiany fonetyczne w językach pochodnych
Poniższa tabela zestawia regularnie odpowiadające sobie spółgłoski w języku prasemickim i wybranych językach semickich.
| Prasemicki | Akadyjski | Arabski | Arabski | Fenicki | Fenicki | Hebrajski | Hebrajski | Aramejski | Aramejski | Gyyz | Gyyz |
| ---------- | --------- | ------- | ------- | ------- | ------- | --------- | --------- | --------- | --------- | ---- | ---- |
| b          | b         | ب       | b       |         | b       | ב         | ḇ/b       | ב         | ḇ/b       | በ    | b    |
| p          | p         | ف       | f       |         | p       | פ         | p̄/p       | פ         | p̄/p       | ፈ    | f    |
| ḏ          | z         | ذ       | ḏ       |         | z       | ז         | z         | ד         | ḏ/d       | ዘ    | z    |
| ṯ          | š         | ث       | ṯ       |         | š       | שׁ         | š         | ת         | ṯ/t       | ሠ    | š/s  |
| ṱ          | ṣ         | ظ       | ẓ       | ṣ       | ṣ       | צ         | ṣ         | ט         | ṭ         | ዘ    | z    |
| d          | d         | د       | d       |         | d       | ד         | ḏ/d       | ד         | ḏ/d       | ደ    | d    |
| t          | t         | ت       | t       |         | t       | ת         | ṯ/t       | ת         | ṯ/t       | ተ    | t    |
| ṭ          | ṭ         | ط       | ṭ       |         | ṭ       | ט         | ṭ         | ט         | ṭ         | ጠ    | ṭ    |
| š          | š         | س       | s       |         | š       | שׁ         | š         | שׁ         | š         | ሠ    | š/s  |
| z          | z         | ز       | z       |         | z       | ז         | z         | ז         | z         | ዘ    | z    |
| s          | s         | س       | s       |         | s       | ס         | s         | ס         | s         | ሰ ሠ  | s    |
| ṣ          | ṣ         | ص       | ṣ       |         | ṣ       | צ         | ṣ         | צ         | ṣ         | ጸ    | ṣ    |
| l          | l         | ل       | l       |         | l       | ל         | l         | ל         | l         | ለ    | l    |
| ś          | š         | ش       | š       |         | š       | שׂ         | s         | שׂ         | s         | ሰ    | ś    |
| ṣ́          | ṣ         | ض       | ḍ       |         | ṣ       | צ         | ṣ         | ע         | ʻ         | ፀ    | ṣ́    |
| g          | g         | ج       | ǧ       |         | g       | ג         | ḡ/g       | ג         | ḡ/g       | ገ    | g    |
| k          | k         | ك       | k       |         | k       | כ         | ḵ/k       | כ         | ḵ/k       | ከ    | k    |
| ḳ          | q         | ق       | q       | q       | q       | ק         | q         | ק         | q         | ቀ    | ḳ    |
| ġ          | –         | غ       | ġ       |         | ʻ       | ע         | ʻ         | ע         | ʻ         | ዐ    | ʻ    |
| ẖ          | ẖ         | خ       | ẖ       |         | ḥ       | ח         | ḥ         | ח         | ḥ         | ኀ    | ẖ    |
| ʻ          | –         | ع       | ʻ       |         | ʻ       | ע         | ʻ         | ע         | ʻ         | ዐ    | ʻ    |
| ḥ          | –         | ح       | ḥ       | ḥ       | ḥ       | ח         | ḥ         | ח         | ḥ         | ሐ    | ḥ    |
| ʼ          | –         | ء       | ʼ       |         | ʼ       | א         | ʼ         | א         | ʼ         | አ    | ʼ    |
| h          | –         | ه       | h       |         | h       | ה         | h         | ה         | h         | ሀ    | h    |
| m          | m         | م       | m       |         | m       | מ         | m         | מ         | m         | መ    | m    |
| n          | n         | ن       | n       |         | n       | נ         | n         | נ ר       | n r       | ነ    | n    |
| r          | r         | ر       | r       |         | r       | ר         | r         | ר         | r         | ረ    | r    |
| w          | w         | و       | w       |         | w j     | ו י       | w j       | ו י       | w j       | ወ    | w    |
| j          | j         | ي       | j       |         | j       | י         | j         | י         | j         | የ    | j    |
| Prasemicki | Akadyjski | Arabski | Arabski | Fenicki | Fenicki | Hebrajski | Hebrajski | Aramejski | Aramejski | Gyyz | Gyyz |

## Praleksykon i wnioski na temat kultury prasemickiej
Ze względu na niepotwierdzony, domniemany charakter badań etymologicznych wyciąganie wniosków o kulturze prasemickiej na podstawie rekonstruowanego słownika języka prasemickiego obarczone jest pewnym ryzykiem błędu (zobacz uwagi w haśle prajęzyk). Podobnie – jak wspomniano wyżej – dyskusyjna jest też sama rekonstrukcja poszczególnych wyrazów. Tym niemniej analizy takie są prowadzone i chociaż należy je traktować z ostrożnością (jako uzasadnione przypuszczenie), mogą one udzielić pewnych wskazówek na temat sposobu i warunków życia wczesnych ludów semickich.

### Społeczeństwo
Rekonstrukcja wyrazów na oznaczenie pokrewieństwa sugeruje, że kultura prasemicka była patriarchalna. Chociaż wyrazy na oznaczenie ojca i matki są różne (*ʔab i *ʔimm), wyraz oznaczający córkę *bint- jest formą rodzaju żeńskiego rzeczownika „syn” (*bn-), a „siostra” *ʔaẖāt- to forma żeńska wyrazu „brat” (*ʔaẖ-). Zrekonstruowano oddzielne formy na oznaczenie ojca męża (*ḥam) i ród ojca (*ʕamm-), żeńskie odpowiedniki są natomiast ich derywatami. Można też zrekonstruować wyraz na oznaczenie wdowy (*ʔalmanat-), nie istnieje jednak wspólna prasemicka nazwa wdowca.
Społeczeństwo prasemickie było prawdopodobnie podzielone na warstwy. Istnieje bowiem wspólna nazwa króla lub księcia (odtworzono dwa wyrazy: *śarr- i *malk), pana, władcy (*baʕl) i niewolnicy (*ʔamat-). Ponieważ ten ostatni wyraz nie ma męskiego odpowiednika, przypuszcza się, że mężczyźni nie byli brani do niewoli; jeśli założyć, że niewolników pozyskiwano jako jeńców wojennych, mężczyźni byli na wojnie zabijani.

### Gospodarka

#### Produkcja żywności
W języku prasemickim zrekonstruowano wiele rdzeni odnoszących się do rolnictwa, co sugeruje, że było ono podstawą gospodarki. Istnieje wiele wspólnych semickich wyrazów na oznaczenie czynności rolniczych: pola (*ḥaql-) były orane (*ḥrţ), zasiewane (*drʕ) i zbierano z nich plony (*ʕśd), ziarno było młócone (*dyš), oddzielane od plew (*đrw) i wyrabiano z niego mąkę (*qamḥ-).
Zrekonstruowano też wspólne nazwy kilku produktów rolniczych, mogące rzucić światło na środowisko naturalne wczesnych ludów semickich (jest to jednak zagadnienie bardzo dyskusyjne – zob. uwagi na temat praleksykonu i praojczyzny w haśle prajęzyk). Zgodnie z tą rekonstrukcją Prasemici znali figi (*tiʔn), czosnek (*ṯum), cebulę, palmy (*tamr- albo *tamar-), pistacje (*buţn-), migdały (*ṯaqid-), kminek (*kammun-). Zbierali winogrona (*ʕinab) z winorośli (*gapn-) w winnicach (*karm- albo *karn-) i wyrabiali z nich wino (*wayn).

#### Hodowla zwierząt
Na podstawie zrekonstruowanego semickiego praleksykonu można też wyciągnąć wnioski na temat zwierząt hodowlanych znanych Prasemitom. Istnieją wspólne semickie nazwy owcy (*ʕimmar), kozy (*ʔinz-), a także wołu (*ʕalp) i byka (*ṯawr-). Istnieją także prasemickie nazwy świni (*ẖzr albo *ẖnzr), psa (*kalb-) i osła (tu dwa oddzielne wyrazy na samca *ẖimār- i samicę *ʕatān).